# Hurley (음반)
| 전문가 평가          | 전문가 평가 |
| 총 점수              | 총 점수     |
| 출처                 | 점수        |
| -------------------- | ----------- |
| AnyDecentMusic?      | 5.9/10      |
| 메타크리틱           | 68/100      |
| 평가 점수            |             |
| 출처                 | 점수        |
| AllMusic             | [ 4 ]       |
| Alternative Press    | [ 5 ]       |
| The A.V. Club        | B−          |
| Billboard            | [ 7 ]       |
| Entertainment Weekly | A−          |
| The Guardian         | [ 9 ]       |
| NME                  | 8/10        |
| Pitchfork            | 5.0/10      |
| Rolling Stone        | [ 12 ]      |
| Spin                 | 7/10        |

《Hurley》는 2010년 9월 10일에 발매된 미국의 록 밴드 위저의 여덟 번째 스튜디오 음반이다. 이 음반은 에피타프 레코드에서 발매한 위저의 유일한 음반이다. 이 음반은 리버스 쿼모와 숀 에버렛이 프로듀싱했으며, 이전 음반 《Raditude》와 유사하게 밴드 외부에서 작곡가와 공동 작곡한 곡들이 수록되어 있다.
싱글 〈Memories〉에 앞서 《Hurley》는 미국 빌보드 200 차트에서 6위로 데뷔했으며, 판매 첫 주에 45,000장 이상이 판매되었다.

## 배경
2009년 말, 위저는 그룹의 일곱 번째 음반인 《Raditude》를 발표했다. 밴드의 다른 음반들과 비교했을 때, 이 음반은 미지근한 반응을 얻었다. 12월에는 밴드가 더 이상 게펀 레코드와 계약하지 않았다는 사실이 밝혀졌다. 밴드 멤버들은 새로운 음반이 여전히 발매될 것이라고 밝혔지만, 이 음반이 셀프 발매될지, 온라인 발매될지, 아니면 다른 레이블을 통해 발매될지에 대해서는 확신이 없었다. 결국 밴드는 독립 레이블인 에피타프 레코드와 계약하게 되었다.

## 커버 아트 및 제목
커버 아트는 2004년부터 2010년까지 방영된 TV 시리즈 로스트에서 휴고 "헐리" 레예스 역을 맡았던 미국의 배우 조지 가르시아의 사진이다. 이 사진 자체는 위저와 가르시아가 같은 날 별도의 쇼를 위해 세그먼트를 녹화하는 동안, 가르시아가 쿼모를 포옹하는 원본 사진을 작게 잘라낸 것이다.
원래 밴드는 네 번째로 음반에 셀프 타이틀을 붙이려고 했지만, 대부분의 팬들이 단순히 음반을 "Hurley(헐리)" 음반이라고 부를 것이라고 생각했기 때문에 이에 반대하기로 결정했다. 기타리스트 브라이언 벨은 이 음반의 이름이 의류 회사 헐리 인터내셔널의 이름을 따서 지어졌다고 공개적으로 밝혔는데, 헐리 인터내셔널의 상사가 녹음 자금을 지원하고 녹음 세션을 위한 스튜디오를 제공했다고 말했다. 벨은 나중에 자신이 잘못 생각했으며, 음반의 이름이 의류 회사가 아닌 로스트 캐릭터의 이름을 따서 지어졌다고 주장했다. 그러나 이후 이 그룹은 의류 제조업체와 협력하여 위저 브랜드 의류 라인을 만들었다.

## 곡 목록
| #   | 제목                | 작사·작곡                  | 재생 시간 |
| --- | ------------------- | -------------------------- | --------- |
| 1.  | 〈Memories〉        | 리버스 쿼모                | 3:16      |
| 2.  | 〈Ruling Me〉       | 쿼모, 댄 윌슨              | 3:30      |
| 3.  | 〈Trainwrecks〉     | 쿼모, 데스몬드 차일드      | 3:21      |
| 4.  | 〈Unspoken〉        | 쿼모                       | 3:01      |
| 5.  | 〈Where's My Sex?〉 | 쿼모, 그레그 웰스          | 3:28      |
| 6.  | 〈Run Away〉        | 쿼모, 라이언 애덤스        | 2:55      |
| 7.  | 〈Hang On〉         | 쿼모, 릭 노웰스            | 3:33      |
| 8.  | 〈Smart Girls〉     | 쿼모, 토니 카날, 지미 해리 | 3:11      |
| 9.  | 〈Brave New World〉 | 쿼모, 린다 페리            | 3:57      |
| 10. | 〈Time Flies〉      | 쿼모, 맥 데이비스          | 3:42      |